# Grabownica (Ukraina)
Grabownica, także Grabownica Sozańska (ukr. Грабівниця, Hrabiwnycia) – wieś na Ukrainie, w obwodzie lwowskim, w rejonie samborskim (wcześniej w rejonie starosamborskim). W 2001 roku liczyła około 330 mieszkańców. Leży nad rzeką Wyrwą. Podlega nowomiejskiej silskiej radzie.
W 1921 r. wieś liczyła 601 mieszkańców. Znajdowała się w powiecie dobromilskim.

## Ważniejsze obiekty
- Cerkiew greckokatolicka
- Kościół rzymskokatolicki pw. Świętej Rodziny, należący do parafii Świętej Rodziny